# 고나이촌
고나이촌(郷内村)은 오카야마현 고지마군에 있던 촌이다. 1959년 3월 1일에 고지마시 및 고지마군 나다사키정에 편입해 폐지되었다. 현재의 구라시키시 고지마 지역의 고나이 지역과 오카야마시 미나미구 나다사키 지역의 일부에 해당한다.

## 역사
- 1889년 6월 1일 - 정촌제 시행에 의해 후쿠오카촌, 기미촌이 신설하였다.
- 1906년 - 후쿠오카촌, 기미촌이 합병해 고나이촌이 신설하였다.
- 1959년 3월 1일 - 고나이촌 중 우에마쓰를 제외한 지구가 고지마시에 편 합병. 고우치촌의 우에마쓰가 고지마군 나다사키정(현 오카야마시)에 편입되었다.
- 1967년 2월 1일 - 고지마시·구라시키시·다마시마시가 합병해, 현행의 구라시키시를 신설하였다.

## 참고문헌
- 熊野神社の由緒
- 『郷内の史跡探訪』	編･著･版　田辺　進	2010年3月
- 巌津政右衛門『岡山地名事典』（1974年）日本文教出版社
- 岡山県大百科事典編集委員会『岡山地名事典』（1979年）山陽新聞社
- 渡辺光・中野尊正・山口恵一郎・式正英『日本地名大辞典2 中国・四国』（1968年）朝倉書店
- 下中直也『日本地名大系第三四巻 岡山県の地名』（1988年）平凡社
- 黒田茂夫『県別マップル33 岡山県広域・詳細道路地図』（2010年）昭文社